# Флавий Вописк
Флавий Вописк (лат. Flavius Vopiscus; конец III — IV век) — древнеримский историк времён домината, который принадлежал к так называемым Авторам жизнеописаний Августов (Scriptores Historiae Augustae).

## Биография
Родился в г. Сиракузы (о. Сицилия) в семье влиятельных и состоятельных представителей местного нобилитета. Вописк имел достаточно денег, чтобы получить хорошее образование и потом жить в Риме, при этом не занимая каких-либо государственных должностей. Впрочем о личной жизни Флавия Вописка практически нет сведений.
Флавий был автором жизнеописаний императоров Аврелиана (написал в 303 году по просьбе городского префекта Юния Тибериана), Тацита, Флориана, Проба, Кара, Карина, Нумериана, а также римских узурпаторов Фирма, Сатурнина, Прокула, Боноза. Работу свою Вописк завершил где-то в 343 году, посвятив её императору Констанцию II.